# India az 1952. évi nyári olimpiai játékokon
India a finnországi Helsinkiben megrendezett 1952. évi nyári olimpiai játékok egyik részt vevő nemzete volt. Az országot az olimpián 11 sportágban 64 sportoló képviselte, akik összesen 2 érmet szereztek.

## Érmesek
| Érem  | Versenyző | Sportág   | Versenyszám        |
| ----- | --- | --------- | ------------------ |
| Arany | Nemzeti válogatott Leslie Claudius Meldrik Dalúz Kesav Dutt Csinadorai Desmutu Ranganáthan Frenszisz Rághbír Lál Govind Perumal Muniszvarmi Rádzsgopal Balbir Szingh Randhir Szingh Dzsentl Udham Szingh Dharam Szingh Grahanándan Szingh K. D. Szingh | Gyeplabda | Férfi              |
| Bronz | Khasaba Dzshadav | Birkózás  | Szabadfogás, 57 kg |

## Atlétika
Férfi
| Versenyző          | Versenyszám    | Előfutam | Előfutam | Előfutam | Negyeddöntő | Negyeddöntő | Negyeddöntő | Elődöntő | Elődöntő | Elődöntő | Döntő     | Döntő    |
| Versenyző          | Versenyszám    | Idő      | Hely.    | Össz.    | Idő         | Hely.       | Össz.       | Idő      | Hely.    | Össz.    | Idő       | Helyezés |
| ------------------ | -------------- | -------- | -------- | -------- | ----------- | ----------- | ----------- | -------- | -------- | -------- | --------- | -------- |
| Lavi Pinto         | 100 m          | 11,00    | 2.       | 11.**    | 10,98       | 3.          | 11.*        | 10,94    | 4.       | 8.       | kiesett   | kiesett  |
| Lavi Pinto         | 200 m          | 21,83    | 2.       | 6.       | 21,80       | 2.          | 8.          | 22,01    | 5.       | 10.      | kiesett   | kiesett  |
| Ivan Jacob         | 400 m          | 51,48    | 6.       | 66.      | kiesett     | kiesett     | kiesett     | kiesett  | kiesett  | kiesett  | kiesett   | kiesett  |
| Szohan Szingh      | 800 m          | 1:52,0   | 2.       | 4.*      |             |             |             | 1:54,84  | 6.       | 18.      | kiesett   | kiesett  |
| Gulzara Szingh Man | 3000 m akadály | 9:48,6   | 12.      | 33.      |             |             |             |          |          |          | kiesett   | kiesett  |
| Szurat Mathur      | Maraton        |          |          |          |             |             |             |          |          |          | 2:58:09,2 | 52.      |

| Versenyző     | Versenyszám | Selejtező | Selejtező | Döntő    | Döntő    |
| Versenyző     | Versenyszám | Eredmény  | Helyezés  | Eredmény | Helyezés |
| ------------- | ----------- | --------- | --------- | -------- | -------- |
| Mehnga Szingh | Magasugrás  | 170 cm    | 34.       | kiesett  | kiesett  |

Női
| Versenyző     | Versenyszám | Előfutam | Előfutam | Előfutam | Negyeddöntő | Negyeddöntő | Negyeddöntő | Elődöntő | Elődöntő | Elődöntő | Döntő   | Döntő    |
| Versenyző     | Versenyszám | Idő      | Hely.    | Össz.    | Idő         | Hely.       | Össz.       | Idő      | Hely.    | Össz.    | Idő     | Helyezés |
| ------------- | ----------- | -------- | -------- | -------- | ----------- | ----------- | ----------- | -------- | -------- | -------- | ------- | -------- |
| Mary D’Souza  | 200 m       | 26,80    | 7.       | 35.      |             |             |             | kiesett  | kiesett  | kiesett  | kiesett | kiesett  |
| Mary D’Souza  | 100 m       | 13,40    | 5.       | 51.      | kiesett     | kiesett     | kiesett     | kiesett  | kiesett  | kiesett  | kiesett | kiesett  |
| Nilima Ghosze | 100 m       | 13,80    | 5.       | 54.      | kiesett     | kiesett     | kiesett     | kiesett  | kiesett  | kiesett  | kiesett | kiesett  |
| Nilima Ghosze | 80 m gát    | 13,07    | 5.       | 32.      |             |             |             | kiesett  | kiesett  | kiesett  | kiesett | kiesett  |

* - egy másik versenyzővel azonos időt ért el

** - két másik versenyzővel azonos időt ért el

## Birkózás
Szabadfogású
| Versenyző        | Versenyszám | 1. forduló                        | 2. forduló                    | 3. forduló                    | 4. forduló                   | 5. forduló                    | 6. forduló               | 7. forduló        | 8. forduló        | Helyezés |
| Versenyző        | Versenyszám | Ellenfél Eredmény                 | Ellenfél Eredmény             | Ellenfél Eredmény             | Ellenfél Eredmény            | Ellenfél Eredmény             | Ellenfél Eredmény        | Ellenfél Eredmény | Ellenfél Eredmény | Helyezés |
| ---------------- | ----------- | --------------------------------- | ----------------------------- | ----------------------------- | ---------------------------- | ----------------------------- | ------------------------ | ----------------- | ----------------- | -------- |
| Nirandzsán Dász  | 52 kg       | Mahmoud Mollaghasemi (IRI) · 6:32 | Heini Weber (GER) · 3:15      | kiesett                       | kiesett                      | kiesett                       | kiesett                  |                   |                   | 11.      |
| Khasaba Dzshadav | 57 kg       | Adrien Poliquin (CAN) · 14:25     | Leonardo Basurto (MEX) · 5:20 | Ferdinand Schmitz (GER) · 2-1 |                              | Rashid Mamedbekov (URS) · 0-3 | Isii Sóhacsi (JPN) · 0-3 | kiesett           |                   |          |
| Kesav Mangave    | 62 kg       |                                   | Ignacio Lugo (VEN) · feladta  | Nászer Givehcsi (IRI) · 0-3   | Armand Bernard (CAN) · 14:05 | Joe Henson (USA) · 0-3        | kiesett                  | kiesett           | kiesett           | 4.       |
| Sirang Dzshadav  | 87 kg       | Jan Theron (RSA) · 1-2            | August Englas (URS) · 0:58    | kiesett                       | kiesett                      | kiesett                       | kiesett                  |                   |                   | 10.      |

## Gyeplabda
- Leslie Claudius
- Meldrik Dalúz
- Kesav Dutt
- Csinadorai Desmutu
- Ranganáthan Frenszisz
- Rághbír Lál
- Govind Perumal
- Muniszvarmi Rádzsgopal
- Balbir Szingh
- Randhir Szingh Dzsentl
- Udham Szingh
- Dharam Szingh
- Grahanándan Szingh
- K. D. Szingh

Negyeddöntő
| 1952. július 17. 18:00 | India (IND) | 4–0 | Ausztria |  |
| 1952. július 17. 18:00 | (1–0)       |     |          |  |

Elődöntő
| 1952. július 20. 18:00 | India (IND) | 3–1 | Nagy-Britannia |  |
| 1952. július 20. 18:00 | (3–1)       |     |                |  |

Döntő
| 1952. július 24. 17:00 | India (IND) | 6–1 | Hollandia |  |
| 1952. július 24. 17:00 | (4–0)       |     |           |  |

| Csapat | Helyezés |
| ------ | -------- |
| India  |          |

## Kerékpározás

### Országúti kerékpározás
| Versenyző                                                        | Versenyszám | Eredmény      | Helyezés      |
| ---------------------------------------------------------------- | ----------- | ------------- | ------------- |
| Pradíp Bode                                                      | Egyéni      | nem ért célba | nem ért célba |
| Netai Biszak                                                     | Egyéni      | nem ért célba | nem ért célba |
| Szuprovat Csakravarti                                            | Egyéni      | nem ért célba | nem ért célba |
| Rádzs Kumár Mehra                                                | Egyéni      | nem ért célba | nem ért célba |
| Netai Biszak Pradíp Bode Rádzs Kumár Mehra Szuprovat Csakravarti | Csapat      | nem ért célba | nem ért célba |

### Pálya-kerékpározás
| Versenyző    | Versenyszám   | 1. forduló                                       | 1. forduló | Vigaszág               | Vigaszág | Negyeddöntő            | Negyeddöntő | Vigaszág               | Vigaszág | Elődöntő               | Elődöntő | Vigaszág               | Vigaszág | Döntő                  | Helyezés    |
| Versenyző    | Versenyszám   | Ellenfelek Győztes idő                           | Hely.      | Ellenfelek Győztes idő | Hely.    | Ellenfelek Győztes idő | Hely.       | Ellenfelek Győztes idő | Hely.    | Ellenfelek Győztes idő | Hely.    | Ellenfelek Győztes idő | Hely.    | Ellenfelek Győztes idő | Helyezés    |
| ------------ | ------------- | ------------------------------------------------ | ---------- | ---------------------- | -------- | ---------------------- | ----------- | ---------------------- | -------- | ---------------------- | -------- | ---------------------- | -------- | ---------------------- | ----------- |
| Netai Biszak | Egyéni sprint | Stéphan Martens (BEL) · Kurt Nemetz (AUT) · 12,9 | 3.         | kiesett                | kiesett  | kiesett                | kiesett     | kiesett                | kiesett  | kiesett                | kiesett  | kiesett                | kiesett  | kiesett                | helyezetlen |

| Versenyző             | Versenyszám     | Eredmény | Helyezés |
| --------------------- | --------------- | -------- | -------- |
| Szuprovat Csakravarti | 1000 m időfutam | 1:26,0   | 27.      |

| Versenyző                                                              | Versenyszám          | Selejtező | Selejtező | Negyeddöntő  | Negyeddöntő | Elődöntő     | Elődöntő  | Döntő        | Döntő     | Helyezés |
| Versenyző                                                              | Versenyszám          | Idő       | Hely.     | Ellenfél Idő | Saját idő   | Ellenfél Idő | Saját idő | Ellenfél Idő | Saját idő | Helyezés |
| ---------------------------------------------------------------------- | -------------------- | --------- | --------- | ------------ | ----------- | ------------ | --------- | ------------ | --------- | -------- |
| Netai Biszak Szuprovat Csakravarti Rádzs Kumár Mehra Tarit Kumár Szett | Csapat üldözőverseny | 6:06,1    | 22.       | kiesett      | kiesett     | kiesett      | kiesett   | kiesett      | kiesett   | 22.      |

## Labdarúgás
- Ahmed Muhammad Khán
- Berland Anthony
- Csandan Szingh Ravat
- Joseph Anthony
- Muhammad Szattar
- Padamttom Vankates
- Szailen Manna
- Seikh Abdul Latif
- Szajed Moinuddin
- Szajed Khvadzsa Aziz-ud-Din
- Thulukhanam Sunmugham

Selejtező
| 1952. július 15. |

| Jugoszlávia (YUG)                                                 | 10–1              | India    |
| ----------------------------------------------------------------- | ----------------- | -------- |
| Vukas 2' 62' Mitić 14' 43' Zebec 17' 23' 60' 87' Ognjanov 52' 67' | (5–0) Jegyzőkönyv | Khán 89' |

| Pallokenttä stadion, Helsinki Nézőszám: 20 000 Játékvezető: John Best (amerikai) |

| Csapat | Helyezés |
| ------ | -------- |
| India  | 17.      |

## Ökölvívás
| Versenyző      | Versenyszám  | Selejtező               | Nyolcaddöntő                      | Negyeddöntő                  | Elődöntő          | Döntő             | Helyezés |
| Versenyző      | Versenyszám  | Ellenfél Eredmény       | Ellenfél Eredmény                 | Ellenfél Eredmény            | Ellenfél Eredmény | Ellenfél Eredmény | Helyezés |
| -------------- | ------------ | ----------------------- | --------------------------------- | ---------------------------- | ----------------- | ----------------- | -------- |
| Sakti Mazumdar | Légsúly      |                         | Han Szuan (Han Su-an) (KOR) · 0-3 | kiesett                      | kiesett           | kiesett           | 9.       |
| Benoy Bose     | Pehelysúly   | Edson Brown (USA) · 0-3 | kiesett                           | kiesett                      | kiesett           | kiesett           | 17.      |
| Ron Norris     | Váltósúly    |                         | Jacob Butula (CAN) · TKO          | Viktor Jørgensen (DEN) · 0-3 | kiesett           | kiesett           | 5.       |
| Oscar Ward     | Félnehézsúly | Karl Kistner (GER) · KO | kiesett                           | kiesett                      | kiesett           | kiesett           | 17.      |

## Sportlövészet
| Versenyző         | Versenyszám            | Eredmény | Helyezés |
| ----------------- | ---------------------- | -------- | -------- |
| Harihar Banerdzsi | Szabadpuska, összetett | 994      | 24.      |
| Harihar Banerdzsi | Sportpuska, összetett  | 1095     | 36.      |
| Harihar Banerdzsi | Sportpuska, fekvő      | 394      | 29.      |
| Szouren Csoudhuri | Sportpuska, fekvő      | 391      | 39.      |

## Súlyemelés
| Versenyző            | Versenyszám | Nyomás   | Nyomás   | Szakítás | Szakítás | Lökés                    | Lökés                    | Összesen | Helyezés |
| Versenyző            | Versenyszám | Eredmény | Helyezés | Eredmény | Helyezés | Eredmény                 | Helyezés                 | Összesen | Helyezés |
| -------------------- | ----------- | -------- | -------- | -------- | -------- | ------------------------ | ------------------------ | -------- | -------- |
| Daniel Pon Moni      | 60 kg       | 95,0     | 4.*      | 90,0     | 14.**    | 115,0                    | 15.**                    | 300,0    | 12.      |
| Kamineni Eszvara Rao | 90 kg       | 107,5    | 11.***   | 105,0    | 17.      | érvényes kísérlet nélkül | érvényes kísérlet nélkül | kiesett  | kiesett  |

* - egy másik versenyzővel azonos eredményt ért el

** - két másik versenyzővel azonos eredményt ért el

*** - négy másik versenyzővel azonos eredményt ért el

## Torna
Férfi
| Versenyző  | Versenyszám      | Eredmény | Helyezés |
| ---------- | ---------------- | -------- | -------- |
| Khusi Rám  | Talaj            | 6,50     | 184.     |
| Khusi Rám  | Ugrás            | 5,50     | 185.     |
| Khusi Rám  | Korlát           | 4,00     | 185.     |
| Khusi Rám  | Nyújtó           | 5,75     | 183.     |
| Khusi Rám  | Gyűrű            | 5,00     | 185.     |
| Khusi Rám  | Lólengés         | 3,00     | 185.     |
| Khusi Rám  | Egyéni összetett | 29,75    | 185.     |
| Vir Szingh | Talaj            | 9,00     | 178.     |
| Vir Szingh | Ugrás            | 14,00    | 175.     |
| Vir Szingh | Korlát           | 6,25     | 184.     |
| Vir Szingh | Nyújtó           | 7,75     | 179.     |
| Vir Szingh | Gyűrű            | 5,25     | 184.     |
| Vir Szingh | Lólengés         | 3,25     | 184.     |
| Vir Szingh | Egyéni összetett | 45,50    | 184.     |

## Úszás
Férfi
| Versenyző      | Versenyszám | Előfutam | Előfutam | Előfutam | Elődöntő | Elődöntő | Elődöntő | Döntő   | Döntő    |
| Versenyző      | Versenyszám | Idő      | Hely.    | Össz.    | Idő      | Hely.    | Össz.    | Idő     | Helyezés |
| -------------- | ----------- | -------- | -------- | -------- | -------- | -------- | -------- | ------- | -------- |
| Iszák Monszór  | 100 m gyors | 1:10,8   | 7.       | 61.      | kiesett  | kiesett  | kiesett  | kiesett | kiesett  |
| Bidzsoj Barman | 100 m hát   | 1:27,3   | 5.       | 38.      | kiesett  | kiesett  | kiesett  | kiesett | kiesett  |
| Khamlillal Sáh | 100 m hát   | 1:18,3   | 7.       | 37.      | kiesett  | kiesett  | kiesett  | kiesett | kiesett  |

Női
| Versenyző   | Versenyszám | Előfutam | Előfutam | Előfutam | Elődöntő | Elődöntő | Elődöntő | Döntő   | Döntő    |
| Versenyző   | Versenyszám | Idő      | Hely.    | Össz.    | Idő      | Hely.    | Össz.    | Idő     | Helyezés |
| ----------- | ----------- | -------- | -------- | -------- | -------- | -------- | -------- | ------- | -------- |
| Dolly Nazír | 100 m gyors | 1:24,6   | 7.       | 41.      | kiesett  | kiesett  | kiesett  | kiesett | kiesett  |
| Dolly Nazír | 200 m mell  | 3:37,9   | 7.       | 32.      | kiesett  | kiesett  | kiesett  | kiesett | kiesett  |
| Arati Szaha | 200 m mell  | 3:40,8   | 6.       | 33.      | kiesett  | kiesett  | kiesett  | kiesett | kiesett  |

## Vízilabda
- Birendra Baszak
- David Sopher
- Kedar Sáh
- Iszák Monszór
- Szambhu Szaha
- Szacsin Nag
- Khamlillal Sáh
- Bidzsoj Barman
- Dzsehangír Naegamvalla
- Ran Csandnani

### Eredmények
1. forduló
| 1952. július 25. | Olaszország (ITA) | 16–1 | India |  |
| 1952. július 25. | (4 – 0)           |      |       |  |
| 1952. július 25. |                   |      |       |  |

2. forduló
| 1952. július 26. | Szovjetunió (URS) | 12–0 | India |  |
| 1952. július 26. | (5 – 0)           |      |       |  |
| 1952. július 26. |                   |      |       |  |

| Csapat | Helyezés |
| ------ | -------- |
| India  | 17.      |